# جزيرة كوه لانتا ياي
جزيرة كوه لانتا ياي (بالتايلاندية: เกาะลันตาใหญ่) هي جزيرة تقع في بحر أندمان، وتتبع إدارياً محافظة كرابي في جنوب تايلاند، تُعد أكبر جزر أرخبيل كوه لانتا، وتُعرف بجمالها الطبيعي وهدوئها مقارنةً بالوجهات السياحية التايلاندية الأخرى.

## الجغرافيا والسياحة
تقع الجزيرة جنوب شرق مدينة كرابي، وتبلغ مساحتها حوالي 81 كيلومترًا مربعًا. تتميز بشواطئها الرملية والغابات المطيرة والمياه الصافية، مما يجعلها وجهة سياحية مفضلة لعشاق الطبيعة والهدوء، كما تضم عدة مواقع غوص شهيرة ومجموعة من المنتجعات والمرافق السياحية المناسبة لمختلف الميزانيات.